# Västerhejde kyrka
 Västerhejde kyrka är en kyrkobyggnad i Visby stift. Den är församlingskyrka i Stenkumla församling.

## Kyrkobyggnaden
Det som främst av allt utmärker Västerhejde kyrka är tornet med trappstegsgavlarna. Man skulle lätt kunna tro att det är en skapelse från dansktiden 1361–1645. I själva verket är trappgavlarna tillkomna så sent som 1856. Upphovsman var arkitekt Fredrik Wilhelm Scholander. Innan denna radikala förändring hade kyrkan haft en traditionell spetsig tornhuv. 
Den romanska prägeln på långhus och korabsid tyder på att kyrkan uppförts under tidigt 1200-tal. Torndelen  har tillkommit vid mitten av samma århundrade. Kyrkorummet har ett plant trätak. En dörr på korets södra sida som vanligtvis brukar finnas på medeltida kyrkor togs bort vid en renovering under 1860-talet och ersattes av ett stort fönster. Sakristian byggdes 1884. I övrig präglas interiören av 1600-talet.

## Interiör
- En rikt skulpterad dopfunt av sandsten är en gåva 1681 av domare Oluf Lundsberg och är från 1670-talet i barockstil. En medeltida dopfunt hittades på 1850-talet på kyrkogården, och användes på 1860-talet som blomkruka i en trädgård i närheten. Den är numera flyttad till Gotlands fornsal och härrör från omkring 1240.
- Kyrkans altartavla med motiv: ”Kristus på korset” är ett verk av Johan Bartsch 1662.
- Predikstolen är utförd under 1600-talet och dekorerad 1672 på bekostnad av domare Lundsberg.
- I kyrkorummet finns en tavla med  målad av Fredric Westin 1853. Den har som motiv: ”Kristi uppståndelse”. Denna tavla anses vara en gåva av prinsessan Eugenie.
- Kyrkans bänkinredning är även denna från 1600-talet liksom orgelläktaren. Den har målats av Abraham Beck.

- Bland nattvardskärlen märks en silverkalk av Bernt Falkegren i Visby 1773 och en vinkanna i Tenn från 1856 av Nils Justelius i Eksjö. Två äldre mässhakar i siden finns nu i Gotlands fornsal. Vidare finns här ett kalkkläde tillverkat av Louise Gjete i Visby 1802.

## Orgel
- 1870 byggde Åkerman & Lund en orgel till Västerhejde kyrka. Orgeln var en gåva av prinsessan Eugenie. Prinssesans monogram pryder orgelfasaden.
- Den nuvarande mekaniska orgelverket är byggt 1980 av J. Künkels Orgelverkstad bakom en äldre fasad.

| Huvudverk I    | Svällverk II  | Pedal         | Koppel |
| Koppelflöjt 8’ | Gedackt 8’    | Subbas 16’    | I/P    |
| Principal 4’   | Salicional 8’ | Kvintadena 4’ | II/P   |
| Waldflöjt 2’   | Rörflöjt 4’   |               | II/I   |
| Mixtur III     | Principal 2’  |               |        |
|                | Nasat 1 1⁄3'  |               |        |